# Maksay Ágnes
Maksay Ágnes (Kolozsvár, 1965. március 10. –) rendező, szerkesztő, forgatókönyvíró, producer.

## Életpályája
1971–1983 között a kolozsvári 3-as számú Matematika–Fizika Líceum diákja volt. 1983–1987 között a kolozsvári Babeș–Bolyai Tudományegyetem filozófia–történelem szakán tanult. 1987–1989 között Mezőszentjakabon tanárként dolgozott. 1989–1992 között a Kolozsvári Televízió szerkesztő-műsorvezetője volt. 1993-tól a Video Pontes Studió szerkesztő-rendezője.

## Filmjei
- Élő-ítéletek (1993)
- Kőbe faragott szemtanú (1994)
- Címerek golgotája
  - A vég nélküli böjt (1995)
  - A vörös farsang (1995)
- EMT – Az Erdélyi Magyar Műszaki Tudományos Társaság megalakulása és működése (1997)
- Király László portré (1997)
- Csipike intelmei (1998)
- És így tovább… kisebbségben (1998)
- Művész, hatalom – Miklóssy Gábor portré (1998)
- A látó ember – Wass Albert portré (1998)
- Az IKESZ csoport (1999)
- Szente Imre, a Gulag fordító (2000)
- Szék Tranzit Gloria Mundi (2000)
- Kalotaszegi kalendárium (2000)
- Kulcsok Kolozsvárhoz (2001)
- Kőbe zárt örökségünk (2001)
- Gyimesi látomások – Antal Imre, a csángó festőművész (2001)
- Nyolcvan facsavar (2001)
- Nincs görbe fa és foghíjas kerítés (2001)
- Teleki Téka – 200 év a tudomány szolgálatában (2002)
- Menni (meg)maradni (2002)
- Murokország – Benkő Samu portréfilm (2002)
- A kő és a fa tisztelete – Venczel Árpád képzőművész (2002)
- Sapientia – egy egyetem születése (2002)
- Kolozsvár arcai (2003)
- A csöndrigó (2003)
- Otthon a székelyeknél Szabó Gyulával (2003)
- Dávid Gyula irodalomtörténész (2003)
- Az aradi Golgota (2003)
- Mikor Csíkból kiindultam (2005)
- Az otthonmaradottak (2006)
- Sipos László portré (2006)
- Erdélyi ízek (2007)
- Az utolsó maszek (Portréfilm az erdélyi költőről, Szilágyi Domokosról) (2007)
- Hol volt, hol nem lesz (2008)
- Száműzött pályakezdők (2008)
- Nádország (2008)
- A szakmám a szenvedélyem (2008)
- Gyulafehérvár érseki katedrálisa (2009)
- Rózsa és Ibolya (2010)
- Filip dosszié - Pálfi Géza megfigyelt élete (2010)
- Mathias Rex (2011)
- Márton Áron boldoggá avatási pere (2013)
- A Sefket rejtély (2019)
- Lángolj és világíts! (2020)

## Díjai
- Spectator-díj (2002)[1]